# Farés (Achaïe)
Farés, en grec moderne : Φαρές, est un village du dème d'Érymanthe, district régional d'Achaïe, en Grèce-Occidentale.
Selon le recensement de 2011, la population du village s'élève à 466 habitants.
La localité tire son nom de la cité antique de Pharae (en).